# Dr Kelder en Co
Dr Kelder en Co is een radioprogramma van de AVROTROS. Het programma wordt sinds 6 januari 2018 iedere zaterdagmiddag uitgezonden door NPO Radio 1.

## Inhoud
In het programma ontvangt presentator Jort Kelder deskundige gasten waarmee hij praat over actualiteiten, bedoeld als radiotherapie tegen hypes en hysterie.
Het programma wordt elke week live uitgezonden vanuit het Allard Pierson Museum te Amsterdam. In het verleden werd het programma uitgezonden vanuit VondelCS, en vanaf de UvA-campus op het Roeterseiland in Amsterdam.

## Trivia
- Op 27 mei 2023 nam Maarten van Rossem de presentatie over. Op 2 december van hetzelfde jaar gold dit voor Jeroen Pauw.